# Prionostemma richteri
Prionostemma richteri is een hooiwagen uit de familie Sclerosomatidae.